# Северни разиграни лемур
Северни разиграни лемур (Lepilemur septentrionalis) је полумајмун из породице ласичастих лемура (Lepilemuridae). Ендемичан је за Мадагаскар, где живи у шумама.

## Угроженост
Ова врста је крајње угрожена и у великој опасности од изумирања.